# آلوک (دی‌جی)
آلوک آچکار پتریلو (به انگلیسی Alok Achkar : Peres Petrillo) (زاده ۲۶ اوت ۱۹۹۱) (معروف به : دی جی آلوک) دی‌جی برزیلی و تهیه‌کننده ضبط است. وی با تک آهنگ «اکنون مرابشنو» و آهنگ هایی همچون «کلید ماشین (آیلا)» با همکاری آیوا مکس خواننده معروف آمریکایی معروف است. او را بیشتر با نام خالق سبک Brazil bass در موسیقی یاد میکنند. وی هم اکنون از سال ۲۰۲۲ رتبه ۴ در رتبه بندی مجله دی جی را به دست آورده است.
او با دی جی های موفقی چون : آلن واکر، دیوید گتا، تییستو، ریهاب، آرمین ون بورن و... همکاری در عرصه ریمیکس و تک آهنگ داشته است.